# Maximilian Hammerle
Maximilian Hammerle (* 25. Juni 1993 in Bregenz) ist ein österreichischer Triathlet. Er wird geführt in der Bestenliste österreichischer Triathleten auf der Ironman-Distanz.

## Werdegang
Als Jugendlicher war Maximilian Hammerle in Vorarlberg in der Leichtathletik aktiv, bevor er 2016 zum Radsport wechselte. 2017 startete er bei der Österreich-Rundfahrt.
Seit 2018 ist er als Triathlet aktiv. Er lebt in Lauterach und wird trainiert von Jan Wolfgarten.
Beim Ironman Austria belegte der damals 26-Jährige im Juli 2019 bei seinem ersten Start auf der Ironman-Distanz (3,8 km Schwimmen, 180 km Radfahren und 42,2 km Laufen) den zehnten Rang und er wurde Vierter bei der ÖTRV-Staatsmeisterschaft auf der Triathlon-Langdistanz.

Im September wurde er beim Ironman Wales nach 8:57 Stunden Zweiter.
Im September 2020 wurde Maximilian Hammerle im Burgenland Vizestaatsmeister auf der Triathlon-Langdistanz. 2021 wurde er beim Ironman Austria erneut Vizestaatsmeister.

## Sportliche Erfolge
| Datum/Jahr    | Rang | Wettbewerb                                       | Austragungsort  | Zeit     | Bemerkung                                                                   |
| ------------- | ---- | ------------------------------------------------ | --------------- | -------- | --------------------------------------------------------------------------- |
| 1. Sep. 2019  | 16   | Ironman 70.3 Zell am See-Kaprun                  | Zell am See     | 04:13:28 |                                                                             |
| 25. Aug. 2019 | 5    | ÖTRV Staatsmeisterschaft Triathlon Mitteldistanz | Bregenz         | 03:57:32 | Triathlon-Staatsmeisterschaft Mitteldistanz beim Trans Vorarlberg Triathlon |
| 2. Juni 2019  | 11   | Ironman 70.3 Switzerland                         | Rapperswil-Jona | 04:03:54 |                                                                             |

| Datum/Jahr    | Rang | Wettbewerb                                     | Austragungsort    | Zeit     | Bemerkung |  |
| ------------- | ---- | ---------------------------------------------- | ----------------- | -------- | --- |  |
| 23. Juli 2023 | 8    | Ironman Lake Placid                            | Lake Placid       | 08:31:13 | Qualifikation für die WM in Nizza                                                                                                |  |
| 21. Mai 2022  | 7    | Ironman Lanzarote                              | Puerto del Carmen | 09:03:35 | |  |
| 19. Sep. 2021 | 2    | ÖTRV Staatsmeisterschaft Triathlon Langdistanz | Klagenfurt        | 08:13:46 | zehnter Rang beim Ironman Austria in persönlicher Bestzeit auf der Langdistanz                                                   |  |
| 5. Sep. 2020  | 2    | ÖTRV Staatsmeisterschaft Triathlon Langdistanz | Podersdorf        | 07:55:11 | Vizestaatsmeister Langdistanz beim Austria-Triathlon – Strecken zu kurz                                                          |  |
| 15. Sep. 2019 | 2    | Ironman Wales                                  | Tenby             | 08:57:58 | [ 3 ] |  |
| 7. Juli 2019  | 4    | ÖTRV Staatsmeisterschaft Triathlon Langdistanz | Klagenfurt        | 08:46:36 | Staatsmeisterschaft Langdistanz beim Ironman Austria; erster Start auf der Ironman-Distanz und zehnter Rang in der Gesamtwertung |  |